# Scuola romana (musica)
Nella storia della musica, il termine scuola romana comprende una serie di compositori attivi a Roma nel XVI e nel XVII secolo, dal tardo rinascimento all'età barocca. Molti di questi furono attivi nelle cappelle musicali di Roma e nella Cappella musicale pontificia, ma operarono anche nel campo della musica secolare.
Il compositore più rappresentativo della scuola romana è senza dubbio Giovanni Pierluigi da Palestrina, le cui opere vennero considerate per secoli come modello ideale di musica polifonica. I compositori della scuola romana diedero comunque rilevanti contributi a generi come l'opera, l'oratorio, la cantata, come pure alla musica strumentale.

## Storia e caratteristiche

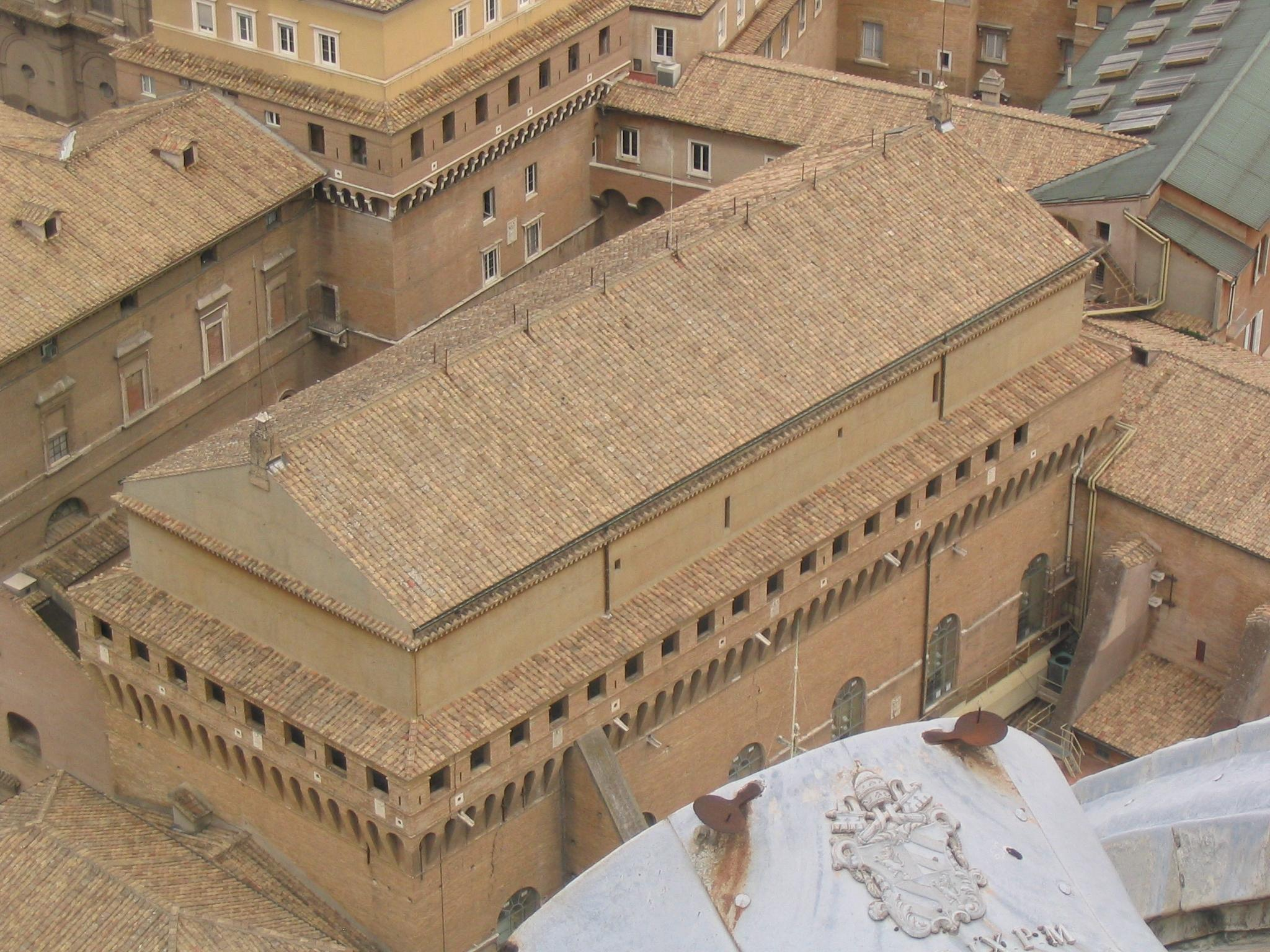
La Cappella Sistina.

Mentre compositori operarono certamente a Roma per circa un millennio, sin dal tempo di Papa Gregorio Magno, lo sviluppo di un consistente stile attorno alla metà del XVI secolo, dovuto in parte alle codifiche della Controriforma, determinò che un gruppo di musicisti si trovasse sotto l'etichetta di Scuola romana.
Le musiche della Scuola romana possono essere viste come il culmine di uno sviluppo della polifonia attraverso la contaminazione con la scuola franco fiamminga nel corso degli ultimi cento anni. I compositori di questa scuola erano arrivati numerosi a Roma per lavorare e vivere nella città eterna. Josquin Des Prez, Jacob Obrecht, Jacques Arcadelt e molti altri fecero dei lunghi soggiorni a Roma ed il loro stile musicale fu decisivo per la nascita della Scuola romana. Sotto la guida del Vaticano e con il coro della Cappella Sistina, uno dei più importanti del tempo, fu inevitabile che il centro della polifonia sacra tornasse ad essere Roma.
Il Concilio di Trento, che fu tenuto fra il 1543 e il 1563, ebbe un impatto significativo sulla musica della Scuola romana: si può arguire che la riforma nella Chiesa cattolica, che era parte della Controriforma, definì i canoni musicali della Scuola romana. Il Concilio di Trento raccomandò che la musica sacra, specialmente quella eseguita durante la liturgia, fosse scritta in uno stile sobrio e degno del luogo in cui veniva eseguita. Il Concilio autorizzò l'uso della polifonia a patto che il testo cantato rimanesse comprensibile ai fedeli. In ogni caso, mentre non esisteva un divieto dell'uso di melodie profane nella composizione di musica sacra, questa pratica venne comunque osteggiata dalla gerarchia ecclesiastica.
La combinazione della riforma del Concilio di Trento con la presenza di molti talentuosi compositori appartenenti alla Scuola franco-fiamminga, diede luogo ad una produzione musicale polifonica che raggiunse la perfezione nell'ambito della musica rinascimentale. La principale questione del Contrappunto del XVI secolo o Polifonia Rinascimentale, discussa nelle scuole di musica contemporanee, è lo stile codificato dalla Scuola romana come ebbe modo di notare Johann Fux nel tardo XVIII secolo.
È importante riconoscere che lo stile di Palestrina non fu il solo stile utilizzato in quel periodo ma ebbe però la maggiore importanza.
Lo stile polifonico del Palestrina rappresentò il culmine dello sviluppo di un secolo di musica franco-fiamminga, ma esso fu una corrente delle molte che erano presenti in quel tempo, e contrastava con la musica della scuola veneziana ma anche con quella prodotta in Francia ed Inghilterra nello stesso periodo.
Altri compositori vissero ed operarono a Roma in quel periodo senza far parte della Scuola romana e certamente influenzarono gli appartenenti alla scuola. Il più famoso di questi è Luca Marenzio i cui madrigali erano universalmente noti in tutta Italia ed in Europa. Molti compositori appartenenti alla scuola utilizzarono le tecniche espressive del Marenzio per utilizzarle occasionalmente nelle musiche utilizzate nella liturgia.
Nonostante la Scuola romana venga considerata un movimento musicale conservatore, esistono comunque diverse eccezioni. Roma fu il luogo in cui nacque l'oratorio attraverso l'opera di Giovanni Francesco Anerio e Emilio de' Cavalieri; l'opera di Cavalieri Rappresentatione di Anima, et di Corpo, è la prima opera in assoluto ad usare un basso figurato.
Lo stile è simile alla monodia sviluppata a Firenze pressoché nello stesso periodo, ed effettivamente esisteva una grande competizione fra i compositori di questi due centri musicali. Il successo della Rappresentatione fece sì che lo stile monodico divenisse comune in molte composizioni di musicisti romani nei primi decenni del XVII secolo. Fra gli ultimi compositori della Scuola romana si annovera Gregorio Allegri, compositore del famoso Miserere (c.1630). Questo lavoro fu scritto per la Cappella papale e veniva eseguito soltanto in essa ed era considerato così bello che ne era stata vietata la diffusione.
Un aneddoto narra che il quattordicenne Mozart ne trascrisse la partitura a memoria dopo averlo ascoltato solo due volte.
Molti compositori della Scuola romana continuarono a scrivere nello stile polifonico del XVI secolo conosciuto poi come stile antico o prima pratica, per distinguerlo dal nuovo stile o monodia e concertato, scritture che definiscono l'inizio della musica barocca.

## Compositori
I membri della Scuola romana, compresi alcuni attivi a Roma soltanto per una parte della loro carriera, sono:
- Giovanni Animuccia (c1520-1571)
- Giovanni Pierluigi da Palestrina (c1525-1594)
- Bartolomeo Roy (c1530-1599)
- Marc'Antonio Ingegneri (c1535-1592)
- Annibale Stabile (c1535-1595)
- Annibale Zoilo (c1537-1592)
- Johannes Matelart (prima del 1538-1607)
- Giovanni Dragoni (c1540-1598)
- Giovanni Maria Nanino (1543-1607)
- Francesco Soriano (c1548-1621)
- Giovanni de Macque (c1550-1614)
- Paolo Bellasio (1554-1594)
- Rinaldo del Mel (c1554-1598)
- Paolo Quagliati (c1555-1628)
- Emilio de' Cavalieri (c1560-1602)
- Giovanni Bernardino Nanino (1560-1623)
- Ruggero Giovannelli (c1560-1625)
- Felice Anerio (c1564-1614)
- Giovanni Francesco Anerio (c1567-1630) (Fratello minore di Felice)
- Gregorio Allegri (1582-1652) (Compositore del famoso Miserere)
- Antonio Cifra (1584-1629)
- Domenico Allegri (c1585-1629)
- Stefano Landi (1587-1639)
- Domenico Mazzocchi (1592-1665)
- Luigi Rossi (c1597-1653)
- Virgilio Mazzocchi (1597-1646)
- Michelangelo Rossi (c1600-1656)
- Marco Marazzoli (c1602-1662)
- Francesco Foggia (1604-1688)
- Bonifazio Graziani (1605-1664)
- Giacomo Carissimi (1605-1674)